# Franz Kaiser (Fabrikant)
Franz-Josef Kaiser  (* 19. August 1901 in Niedereschach; † 1967) war ein Unternehmer und Fabrikant in der Schwarzwälder Uhrenindustrie.

## Werdegang
Franz-Josef (auch Joseph) Kaiser wurde als Sohn eines Uhrenfabrikanten geboren. Seine Familie war seit Ende des 18. Jahrhunderts in der Uhrenherstellung tätig. Nach einer technischen und kaufmännischen Ausbildung stieg er 1918 in die 1852 als Gebrüder Meier  gegründete Villinger Uhrenfabrik, der späteren J. Kaiser Uhren Villingen, ein und wurde geschäftsführender Gesellschafter. 1923 erweiterte er das Produktionsprogramm um Radio-Kopfhörer und Lautsprecher.
Das Unternehmen gehörte zu den größten Uhrenherstellern in Deutschland und war unter anderem an der Badischen Uhrenfabrik (BADUF) beteiligt. Neben Aufsichtsratsmandaten war J. Kaiser im Regionalbeirat der Deutschen Bank für Baden sowie im Arbeitgeberverband. Er war Präsident des Verbandes der Uhrenindustrie. Vorstandsmitglied des Verbandes der deutschen Metallindustrie sowie Vorstand des badischen Arbeitgeberverbandes Metall Ehrenamtlich war er im Reitsport und in der Förderung der Pferdezucht engagiert. Für seine Verdienste um den Reitsport wie in der deutschen Uhrenindustrie erhielt er im August 1953 das Verdienstkreuz (Steckkreuz) der Bundesrepublik Deutschland verliehen. Das von ihm geleitete Unternehmen bestand bis 1972.